# Brama Portowa I
Brama Portowa I – szczeciński budynek biurowy klasy A, zlokalizowany w kwartale ograniczonym aleją Niepodległości, ulicą Wyszyńskiego i ulicą Tkacką, na terenie osiedla Stare Miasto, w dzielnicy Śródmieście. Brama Portowa I jest obiektem wyróżnionym certyfikatem LEED Gold.

## Historia
W latach 1970–2007 na miejscu obecnego biurowca znajdowała się dyspozytornia ruchu „Grzybek”. Po rozbiórce „Grzybka”, w 2008 r. teren przeszedł na własność Inter IKEA Centre Polska. Nowy właściciel rozpoczął prace budowlane w styczniu 2011 r. Ukończony budynek oddano do użytku w sierpniu 2012 r.
Pod koniec stycznia 2021 r. biurowiec Brama Portowa I wraz z sąsiednim Brama Portowa II sprzedano austriackiemu funduszowi FLE SICAV FIS. 

## Opis
Brama Portowa I to siedmiokondygnacyjny, wolnostojący, modernistyczny budynek biurowy. Kondygnacja podziemna mieści parking. Na parterze zlokalizowano przestrzeń usługową, natomiast na wyższych piętrach przestrzeń biurową. Elewacja budynku od strony ulicy Wyszyńskiego jest 24-osiowa, a od strony alei Niepodległości 22-osiowa. 